# Скипа, Тито
Раффаэ́ле Атти́лио Амеде́о «Ти́то» Ски́па (итал. Raffaele Attilio Amedeo «Tito» Schipa; 2 января 1889, Лечче — 16 декабря 1965, Нью-Йорк) — итальянский оперный певец (лирический тенор), один из знаменитых теноров первой половины XX века.
Скипа получил известность и как композитор. Он является автором хоровых и фортепианных сочинений, песен. Среди его крупных сочинений — месса. В 1929 году он написал оперетту «Принцесса Лиана», поставленную в Риме в 1935 году.

## Биография
Уже в семилетнем возрасте Тито пел в церковном хоре. Однажды его пение услышал епископ и пригласил посещать духовную семинарию, где любимыми занятиями Тито были уроки музыки и хор. Вскоре он стал студентом консерватории в родном Лечче, где посещал классы фортепиано, теории музыки и композиции. Позднее Скипа учился пению в Милане у видного педагога-вокалиста Эмилио Пикколи.

Э. Пикколи помог своему ученику дебютировать в 1910 году на оперной сцене города Верчелли в партии Альфреда в опере «Травиата» Джузеппе Верди. Вскоре Тито перебирается в столицу Италии. Выступления в театре Костанци приносят молодому артисту большой успех, что открыло ему дорогу в крупнейшие отечественные и зарубежные театры. 

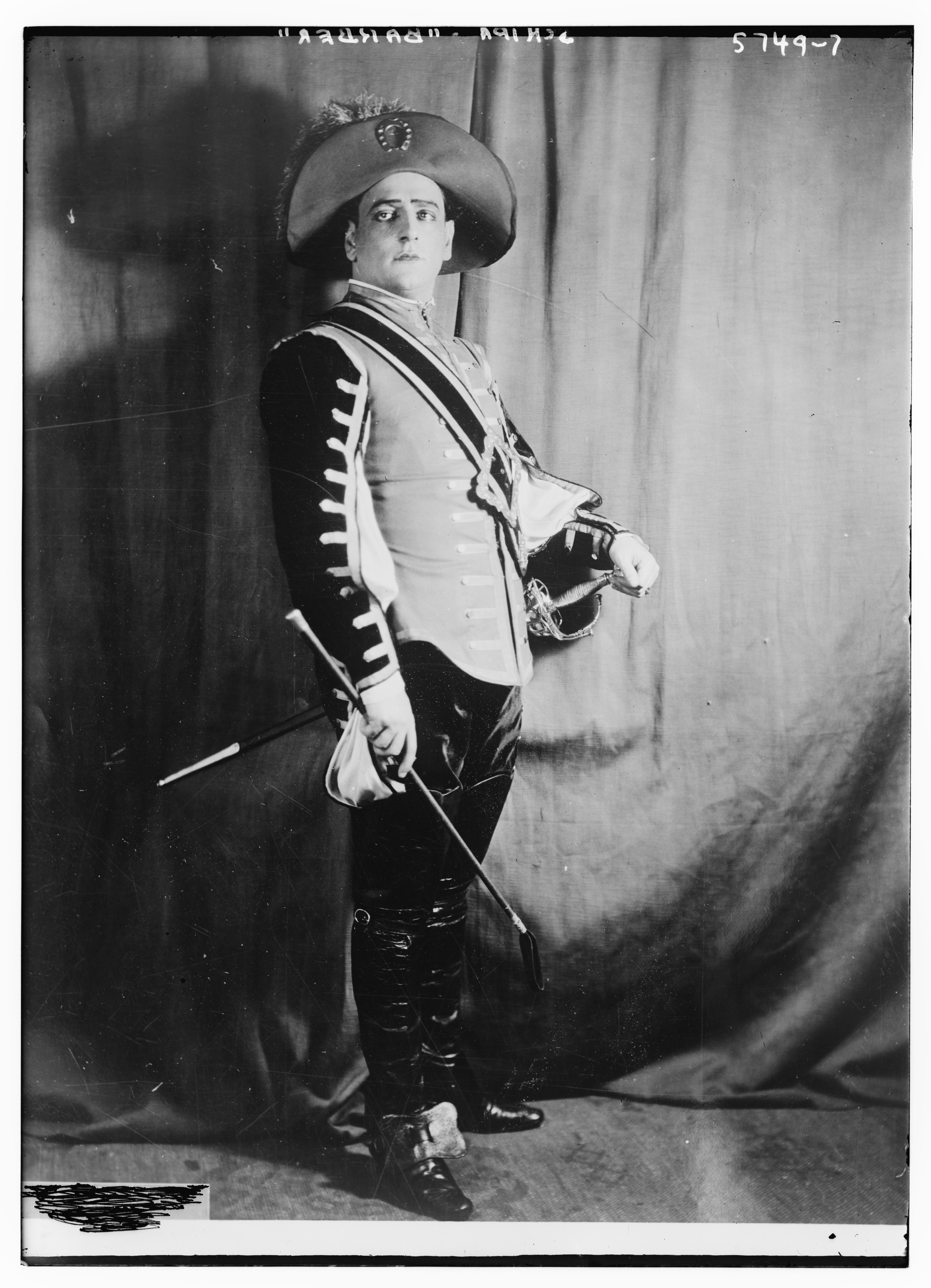
Скипа в «Севильском цирюльнике»

Записи ряда знаменитых арий на граммофонные пластинки прославили молодого тенора за пределами Италии. В 1913 году Скипа уезжает за океан и выступает в Аргентине и Бразилии. Возвратившись домой, он вновь поет в Римской опере, а затем в неаполитанском театре «Сан-Карло». В 1915 году певец дебютировал в театре «Ла Скала» в партии Владимира Игоревича в «Князе Игоре» Бородина. В 1917 году в опере Монте-Карло Скипа спел главную мужскую партию (Руджеро) на мировой премьере оперы Пуччини «Ласточка». 
В 1919 году Скипа перебирается в США, где становится вплоть до 1932 года одним из ведущих солистов Чикагского оперного театра. В этот период гастролировал по Европе, периодически выступал в «Ла Скала». Часто появлялся на сценах Мадрида и Лиссабона (где в 1946 году у него родился сын Тито, исполнитель песен Боба Дилана и собственных произведений, автор книги об отце). 
Исполнение Тито Скипы отличалось безупречной фразировкой и дикцией, эмоциональной тонкостью и виртуозным владением техникой бельканто. Певец блистал в романтических ролях, требовавших изящества и обаяния, — таких, как Неморино в «Любовном напитке», Герцог в «Риголетто» и Альфредо в «Травиате». Стиль Скипы был более камерным и утончённым, чем, скажем, стиль Джильи, акцентируя не мощь звука, а музыкальность. Способность «медовым» или «бархатистым» тембром передавать нежность и уязвимость персонажей сделали его любимцем публики в лёгких лирических партиях. 

На сцене «Ла Скала» в 1928 году и в театре «Колон» (Буэнос-Айрес) в 1930 году Скипа дважды встречался на сцене с Ф. И. Шаляпиным (оба раза — в опере Дж. Россини «Севильский цирюльник»). Русский бас произвёл неизгладимое впечатление на итальянского тенора.  Впоследствии Скипа так выразил его: 
На своём веку я встречал немало выдающихся людей, великих и гениальных, но Фёдор Шаляпин возвышается над ними, как Монблан. В нём сочетались редкие качества большого, мудрого артиста — оперного и драматического. Не каждое столетие даёт миру такого человека.

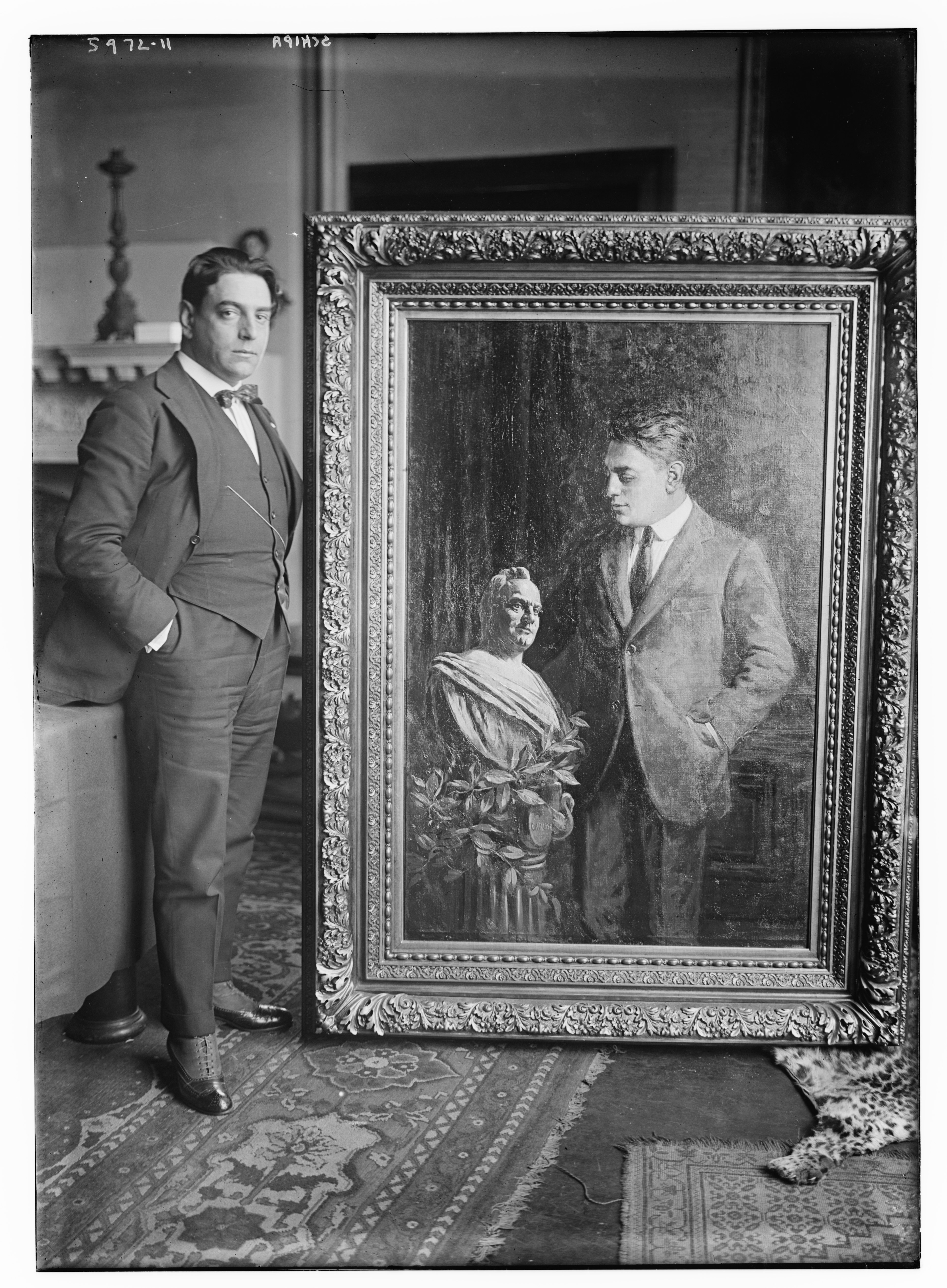
Тито Скипа рядом с собственным портретом

В 1932 году «Метрополитен-опера» пригласила Скипу заменить разорвавшего контракт тенора Джильи. Дебютировав в роли Неморино, Скипа выступал в Нью-Йорке до 1935 года. Позже он провёл в «Метрополитен-опере» ещё один сезон в 1940-1941 годах.

### После оставления сцены
В 1955 году Скипа оставляет оперную сцену, продолжая время от времени давать концерты. Много времени уделял общественно-музыкальной деятельности, передавая свой опыт и мастерство молодым певцам. Руководил вокальными классами в Будапеште и иных городах Европы.
В 1957 году певец гастролировал в СССР, выступив в Москве, Ленинграде и Риге. Тогда же он председательствовал в жюри конкурса вокалистов VI Всемирного фестиваля молодежи и студентов в Москве.
В 1962 году певец совершил прощальное гастрольное турне по США, где его выступления долгое время не приветствовались из-за связей с режимом Муссолини. На его последний концерт в Нью-Йоркском таун-холле невозможно было достать билет; отзывы газет были восторженными.
Через три года Тито Скипа умер (от осложнений диабета) во время проведения мастер-классов в Нью-Йорке и был похоронен в своём родном Лечче. Консерватория и оркестр этого города были переименованы в его честь, а в городском парке установлен его бюст. Также его имя носит театр в близлежащем  городке Галлиполи.